# 2-戊酮
2-戊酮（英語：2-Pentanone，又称甲基丙基（甲）酮，缩写为MPK）是一种酮类溶剂，相比于甲基乙基酮，因溶解能力较差且价格较贵而不太常用。在自然界中，它存在于烟草中，也在蓝奶酪中作为青霉菌生长的代谢产物存在。

## 制备
2-戊酮可以以乙醇为原料在250~500℃、0.1~8.0MPa条件下制备。